# Географія Франції

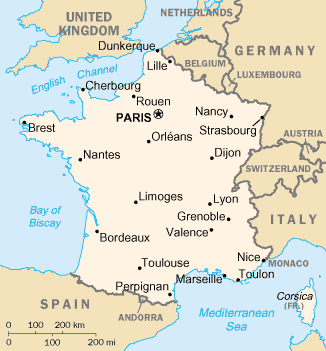
Мапа Франції

## Загальна інформація
Франція — держава на заході Європи, республіка, що межує на північному сході з Бельгією, Люксембургом і Німеччиною, на сході з Німеччиною, Швейцарією й Італією, південному-заході з Іспанією й Андоррою, на півдні омивається Середземним морем, на заході — Атлантичним океаном. Площа (разом з Корсикою) 543 965 км².
Площа метропольной території Франції становить 551 500 км² (675 417 км² разом із заморськими регіонами). Франція тягнеться на 1000 км з півдня на північ і із заходу на схід (найбільша відстань між комунами Бре-Дюн і Сербер). Франція — це третя за розміром країна в Європі (після Росії і України), якщо рахувати заморські регіони — то друга.
Найнижча точка у Франції — дельта Рони (на 2 м нижче за рівень моря), найвища, — Монблан (4 810 метрів над рівнем моря).

## Рельєф

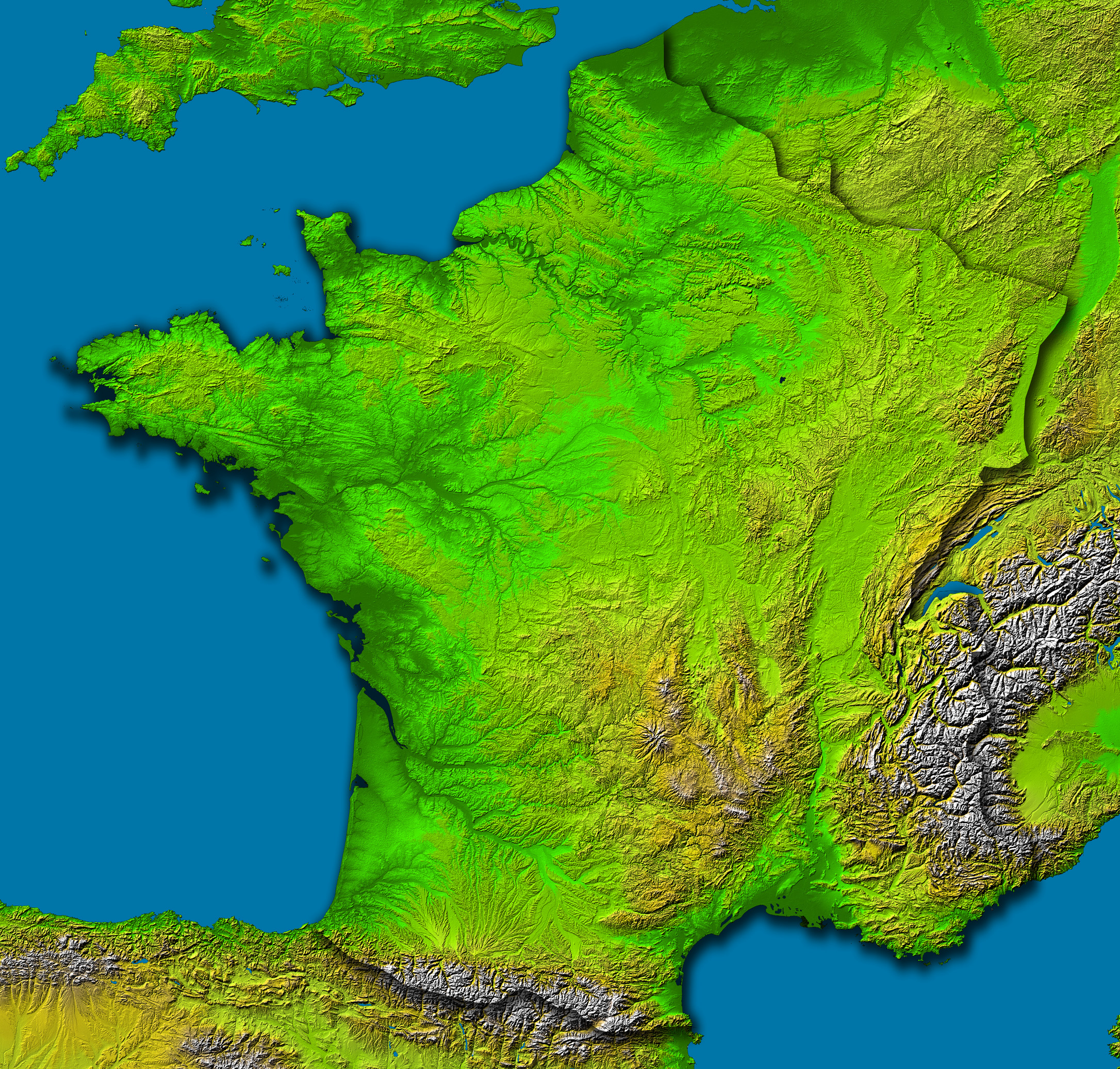
Топографічна карта Франції

У Франції представлені три різних типи рельєфу — високі гори, древнє плато і рівнини. Західні і північні райони Франції — рівнини і низькогір'я. У центрі і на сході — середньовисотні гори. На південному заході — Піренеї. На південному сході — Альпи (найвища вершина Франції та Західної Європи — г. Монблан, 4807 м).

### Гори
Уздовж кордону з Іспанією тягнеться гірський ланцюг Піренеїв. У льодовикову епоху Піренєї не піддавалися могутньому заледенінню. Там немає значних льодовиків і озер, живописних долин і зубчатих гребенів, характерних для Альп. Унаслідок значної висоти і важкодоступності перевалів зв'язок між Іспанією і Францією вельми обмежений. Сполучення між цими країнами підтримується переважно по нечисленних вузьких проходах між горами і по морях на заході і сході.
Альпи частково утворюють кордон Франції з Італією і Швейцарією (до Женевського озера), а частково тягнуться кордоном південно-східної Франції аж до Рони. У високих горах річки вимили глибокі долини, а льодовики, що займали ці долини в льодовикову епоху, розширили і поглибили їх. Величні вершини, як, наприклад, вища точка Західної Європи гора Монблан, живописно виділяються на тлі льодовикових долин. На відміну від Піренеїв, в Альпах є низка доволі досяжних перевалів.
Гори Юра, уздовж яких проходить кордон зі Швейцарією, розташовані між Женевою і Базелем. Вони мають складчасту будову, складені вапняками, нижчі і менш розчленовані в порівнянні з Альпами, проте сформувалися в ту ж епоху і мають тісний геологічний зв'язок з Альпами.

### Плато

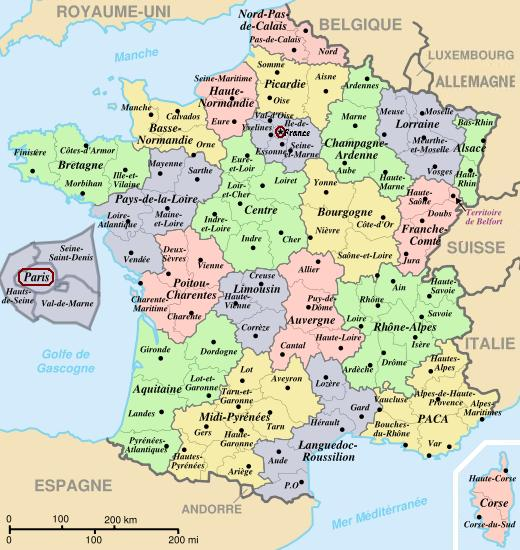
Регіони Франції

Центральний Французький масив, розташований між басейнами річок Луари, Гаронни і Рони, є найбільшим масивом, що виник в результаті руйнування стародавніх герцинських гір. Подібно до інших стародавніх гірських областей Франції, він піднявся в альпійську епоху, при цьому м'якші породи в Альпах були зім'яті в складки, а щільні породи Центрального Французького масиву розбиті тріщинами і розломами. По таких порушених зонах піднімалися глибинні розплавлені породи, що супроводжувалося вулканічними виверженнями. У сучасну епоху ці вулкани втратили свою активність. Проте на поверхні масиву збереглося багато вимерлих вулканів і інших вулканічних форм рельєфу.
Армориканський масив, що займає територію півостровів Бретань і Котантен, менш піднятий і менш розбитий тріщинами в порівнянні з Центральним Французьким масивом. Проте, попри малі висоти, Армориканський масив глибоко розчленований річковими долинами і там небагато вирівняних ділянок. Переважають круті схили, що у поєднанні з малородючими ґрунтами обмежує можливості розвитку сільського господарства.
Гори Вогези, що відокремлюють родючу долину Рейну в Ельзасі від решти частини Франції, досягають завширшки всього 40 км. Згладжені і заліснені поверхні цих гір підносяться над глибокими долинами. Схожий ландшафт переважає на півночі країни в Арденнах (їх основний масив міститься на території Бельгії).

### Рівнини
Паризький басейн знаходиться на півночі центральної Франції в оточенні Армориканського масиву, Центрального Французького масиву, Вогезів і Арденн. Навколо Парижа розташована система концентричних уступів гряд, розділених вузькими смугами рівнин.
Гароннська низовина, розташована на південному заході Франції у підніжжя Піренеїв, — рівнинний район з родючими ґрунтами. Ланди, трикутна клиноподібна ділянка, на північний захід від нижньої течії Гаронни відрізняються менш родючими ґрунтами і засаджені хвойними лісами.
Грабен Рони і Сони в південно-східній Франції утворює вузький прохід між Альпами на сході і Центральним Французьким масивом на заході. Він складається з низки невеликих западин, розділених сильно розчленованими піднятими ділянками.

## Клімат

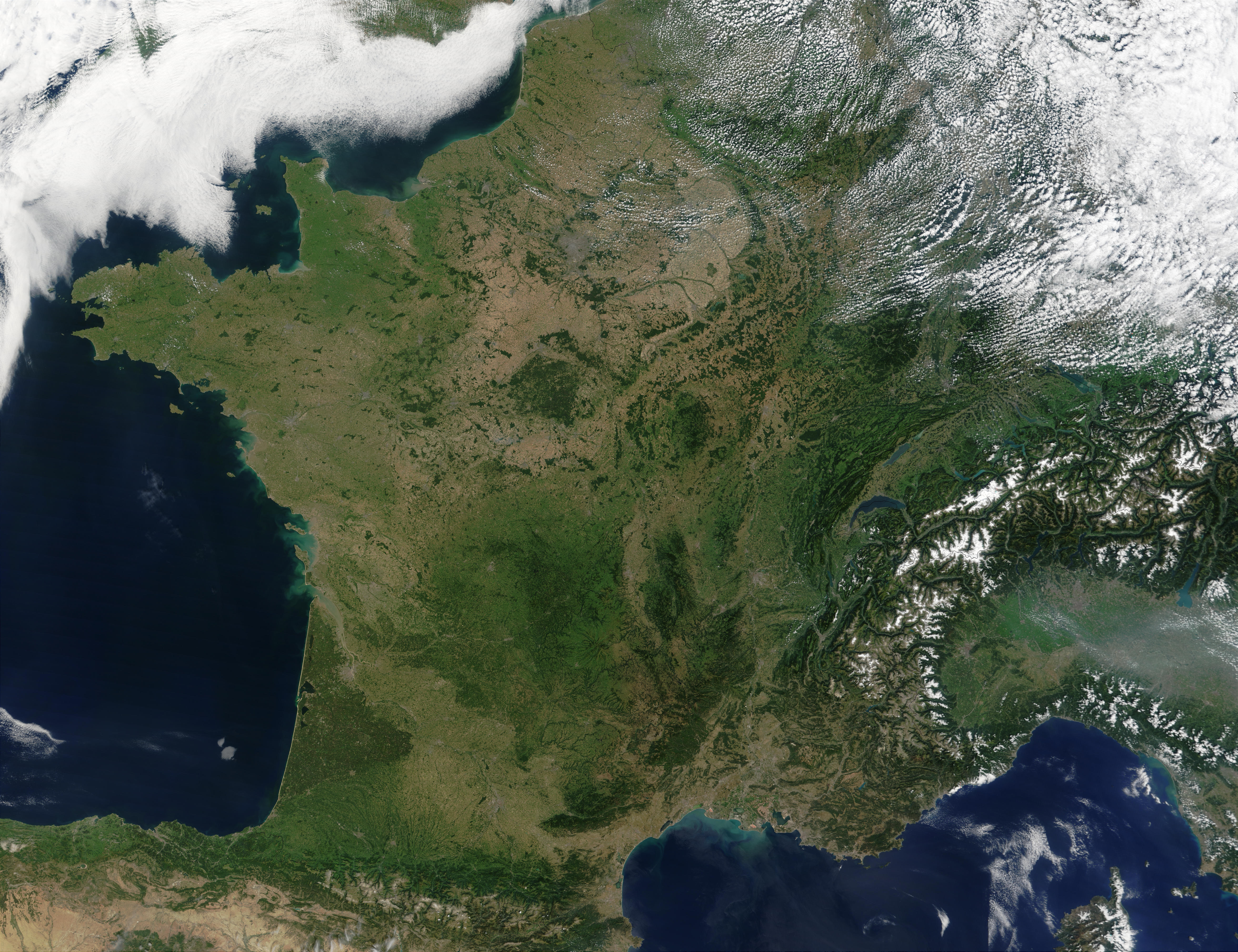
Світлина з космосу.

Клімат морський, помірний, на сході — континентальний. На узбережжі Середземного моря — субтропічний, середземноморський.
Для Нормандії і Бретані характерним є морський клімат, що поширює свій вплив на всю західну частину країни. Особливо м'яким і вологим кліматом відрізняється Бретань, для якої характерна мала різниця між літніми і зимовими температурами, а також похмурі дні з сильними вітрами. Взимку тут тепло (середня температура січня +7°С), але літо прохолодне, похмуре (у липні +17°С). У східних районах країни домінує континентальний клімат: тут річна амплітуда середньомісячних температур досягає 20°С.
Для Парижа характерна м'яка зима, середня температура січня +3,5°С. Захищене від північних вітрів Альпами і Центральним масивом узбережжя Середземного моря має середземноморський клімат з жарким сухим літом і вологою теплою зимою.
У віддалених від моря низовинних районах середня температура січня також позитивна, а літо значно тепліше. У південній частині Франції на узбережжі клімат середземноморський субтропічний: літо сухе і жарке, зима тепла але з осені починаються дощі. У Ніцці середня температура липня +23°С, січня +8°С.
У горах — Альпах, Піренеях, Центральному масиві — відмічаються низькі зимові температури, сильні вітри, велика кількість опадів, тривалий сніговий покрив. Середньорічна кількість опадів на більшій частині країни становить 600–1000 мм, при цьому осідання розподіляються на території країни, за винятком узбережжя Середземного моря, відносно рівномірно.

## Річки
Великі річки — Сена, Рона, Луара, Гаронна, Рейн (вздовж кордону з Німеччиною). Серед них найбільшою довжиною (1000 км) відрізняється Луара.

## Озера
У французьких Піренеях на висоті 1947 м розташоване озеро Жанто.